# アナ・パウラ・コネリー
アナ・パウラ・ロドリゲス・コネリー（Ana Paula Rodrigues Connelly、現姓：ヘンケル（Henkel）、1972年2月13日 - ）は、ブラジルの元女子バレーボール選手、ビーチバレー選手である。

## 来歴
ミナスジェライス州ラブラス出身。幼年期にアナ・パウラはバレエと陸上競技に打ち込んだ。ラブラスのクラブでバレーボールを始めるとすぐに頭角を現し、州都のベロオリゾンテに移り、ミナステニスクラブ（ポルトガル語版）などで練習に打ち込んだ。
1989年にブラジルユース代表に招集され南米ユース選手権を制するや否や、1991年にはシニア代表に招集された。1992年のバルセロナオリンピックに出場し、これまでのブラジル女子代表の最高位となる4位入賞を果たした。
1996年のアトランタオリンピックでは、ブラジル代表は予選ラウンドを全勝で勝ち抜けて旋風を巻き起こした。準決勝ではキューバにフルセット負けで惜敗したが、3位決定戦では鬱憤を晴らすかのようにロシアに勝ち、史上初めて銅メダルに輝いた。大会期間中、アナ・パウラらチームメンバーはマスコミに「バレーのミューズ（女神）」なる賛辞を奉られた。
1999年にビーチバレーに専念し、2年後にはブラジルバンクサーキットのベストプレーヤーに選出された。2001年シーズンを産休した後の2003年にはサンドラ・ピレスとペアを組み、ワールドツアー年間王者に輝いた。
自身オリンピック二つ目のメダル獲得を目指して臨んだ2004年のアテネオリンピックで、アナパウラ・ピレス組は準々決勝で同胞のベアール・ベデ組に苦杯を喫し、表彰台の夢は潰えた。4年後の北京オリンピックでは、ジャッキー・シルバとのペアで挑もうとしたが、開幕直前にシルバが膝の故障によりリタイア。急遽ラリッサ・フランカをパートナーとするも、結局前回同様に5位タイに終わった。
2024年にバレーボール殿堂入り。

## 人物
- 1994年に元バスケットボール選手のジェフティ・コネリーと結婚したが、後にバレーボール指導者のマルカス・ミランダと結婚、更に離婚後の2010年には元ビーチバレーボール選手のカール・ヘンケルと結婚した[4][5]。

## 球歴
- インドア
  - オリンピック - 1992年（4位）、1996年（銅メダル）
  - 世界選手権 - 1994年（銀メダル）
  - ワールドカップ - 1995年（銀メダル）
- ビーチバレー
  - オリンピック - 2004年（5位）、2008年（5位）
  - ワールドツアー - 2003年年間王者